# Запоріжжя-Грудувате

Запоріжжя-Грудувате — колишнє село, Раздорська селищна рада, Синельниківський район, Дніпропетровська область, Україна.
Код КОАТУУ — 1224855602. Населення за даними 1982 року становило 50 осіб.
Село зняте з обліку 2002 року .

## Географія
Село знаходиться на лівому березі річки Середня Терса, вище за течією на відстані 1 км розташоване село Андріївка, нижче за течією на відстані 2 км розташоване село Роздолля.

## Історія
- 2002 — село зняте з обліку.